# 大連得羅介
大連得羅介（学名：Dolerocypria taalensis）为海星介科得羅介屬下的一个种。